# 王應鵬
王應鵬（1475年—1536年），字天宇，號定斋，浙江承宣布政使司寧波府鄞縣（今浙江省寧波市）人，明朝政治人物。

## 生平
治《易經》，行一，由府學生中式丁卯科（1507年）浙江鄉試第二十四名舉人，年三十四歲中式正德三年（1508年）戊辰科會試第一百十四名，第三甲第二百十三名進士。正德五年（1510年）任直隸嘉定县知县。正德十年（1515年），任福建道監察御史，巡按福建、清戎八閩兼理鹺政、出按山東。嘉靖元年，調提北直隸學校，后任山東道監察御史。嘉靖三年，任河南按察司副使。嘉靖六年，擔任山東按察使，后授大理寺少卿。嘉靖七年，擔任右僉都御史，巡撫保定等府兼提督紫荊關，后改廵撫山西兼提督鴈門等関。嘉靖十年，升任右副都御史，協理都察院事。

## 家族
曾祖王广礼。祖父王锳，義官。父王洪，岷府工副。母金氏。重庆下。弟应骅、应龙、应鹤、应骐、应口、应驥、应駿、应鸞、应鲤、应鳌。